# سيرجيو فالديز
سيرجيو فالديز (بالإنجليزية: Sergio Valdez) هو لاعب كرة قاعدة دومينيكاوي، ولد في 7 سبتمبر 1964 في محافظة إلياس بينيا ‏ في جمهورية الدومينيكان.

## وصلات خارجية
- سيرجيو فالديز على موقعبيزبول رفرنس.كوم (الدوري الرئيسي) (الإنجليزية)
- سيرجيو فالديز على موقع مشجعي الرسوم البيانية (الإنجليزية)